# Термосбеновые
Термосбе́новые (лат. Thermosbaenacea) — отряд ракообразных из класса высших раков (Malacostraca). Из-за своего троглобиотического образа жизни термосбеновые рачки совершенно лишены видимых пигментов и слепы. Взрослые особи переносят развивающиеся зародыши под карапаксом до вылупления последних.

## Места обитания
Обитают в горячих термальных источниках, пресной и солоноватой воде, в прудах и озерах, имеющих подземную связь с океаном или морем. В связи с настоящим ареалом некоторых родов предполагают, что предки термосбеновых жили в эпоху миоцена в океане Тетис, где обитали в открытой морской воде. В других местах распределение термосбеновых было связано с расколом Пангеи.

## Систематическое положение и таксономия
Иногда эту группу рассматривают в качестве отдельного надотряда Pancarida, но обычно их относят к надотряду Peracarida.
Отряд включает 34 вида в 4 семействах:
- Thermosbaenidae Monod, 1927
  - Thermosbaena mirabilis Monod, 1924
- Monodellidae Taramelli, 1924
  - Monodella stygicola Ruffo, 1949
  - Tethysbaena aiakos Wagner, 1994
  - Tethysbaena argentarii (Stella, 1951)
  - Tethysbaena atlantomaroccana (Boutin & Cals, 1985)
  - Tethysbaena calsi Wagner, 1994
  - Tethysbaena colubrae Wagner, 1994
  - Tethysbaena coqui Wagner, 1994
  - Tethysbaena gaweini Wagner, 1994
  - Tethysbaena haitiensis Wagner, 1994
  - Tethysbaena halophila (S.L. Karaman, 1953)
  - Tethysbaena juglandis Wagner, 1994
  - Tethysbaena juriaani Wagner, 1994
  - Tethysbaena lazarei Wagner, 1994
  - Tethysbaena relicta (Por, 1962)
  - Tethysbaena sanctaecrucis (Stock, 1976)
  - Tethysbaena scabra (Pretus, 1991)
  - Tethysbaena scitula Wagner, 1994
  - Tethysbaena siracusae Wagner, 1994
  - Tethysbaena stocki Wagner, 1994
  - Tethysbaena somala (Chelazzi & Messana, 1982)
  - Tethysbaena tarsiensis Wagner, 1994
  - Tethysbaena texana (Maguire, 1965)
  - Tethysbaena tinima Wagner, 1994
  - Tethysbaena vinabayesi Wagner, 1994
- Tulumellidae Wagner, 1994
  - Tulumella bahamensis Yager, 1988
  - Tulumella grandis Yager, 1988
  - Tulumella unidens Bowman & Iliffe, 1988
- Halosbaenidae Monod & Cals, 1988
  - Limnosbaena finki Mestrov & Lattinger-Penko, 1969
  - Halosbaena acanthura Stock, 1976
  - Halosbaena fortunata Bowman & Iliffe, 1986
  - Halosbaena tulki Poore & Humphreys, 1992
  - Theosbaena cambodjiana Cals & Boutin, 1985